# Wereldkampioenschappen mountainbike 2008
De wereldkampioenschappen mountainbike 2008 werden van 17 juni tot 22 juni gehouden in het Val di Sole in het Noorden van Italië.

## Cross-Country

### Mannen
Elite
| №      | Naam               | Land | Tijd     |  |
| ------ | ------------------ | ---- | -------- |  |
| Goud   | Christoph Sauser   | SUI  | 01:48:26 |  |
| Zilver | Florian Vogel      | SUI  | + 2.55   |  |
| Brons  | Ralph Näf          | SUI  | + 4.20   |  |
| 4      | Liam Killeen       | GBR  | +4.43    |  |
| 5      | Fredrik Kessiakoff | SWE  | +4.48    |  |
|        |                    |      |          |  |
| 7      | Roel Paulissen     | BEL  | +5.40    |  |
| 12     | Rudi van Houts     | NED  | +7.27    |  |

U23
| №      | Naam               | Land | Tijd     |  |
| ------ | ------------------ | ---- | -------- |  |
| Goud   | Nino Schurter      | SUI  | 01:44:34 |  |
| Zilver | Burry Stander      | RSA  | + 0.41   |  |
| Brons  | Matthias Flückiger | SUI  | + 3.46   |  |
|        |                    |      |          |  |
| 8      | Frank Beemer       | NED  | + 9.00   |  |
| 12     | Bjorn Brems        | BEL  | + 10.40  |  |

Juniores
| №      | Naam              | Land | Tijd     |  |
| ------ | ----------------- | ---- | -------- |  |
| Goud   | Peter Sagan       | SVK  | 01:35:21 |  |
| Zilver | Arnaud Jouffroy   | FRA  | + 1.34   |  |
| Brons  | Matthias Rupp     | SUI  | + 2.51   |  |
|        |                   |      |          |  |
| 7      | Henk Jaap Moorlag | NED  | + 6.07   |  |
| 12     | Tim Wellens       | BEL  | + 9.37   |  |

### Vrouwen
Elite
| №      | Naam                 | Land | Tijd     |  |
| ------ | -------------------- | ---- | -------- |  |
| Goud   | Margarita Fullana    | ESP  | 01:39:01 |  |
| Zilver | Sabine Spitz         | GER  | +1.43    |  |
| Brons  | Irina Kalentieva     | RUS  | +2.20    |  |
| 4      | Marie-Hélène Prémont | CAN  | +2.52    |  |
| 5      | Maja Wloszczowska    | POL  | +3.46    |  |
|        |                      |      |          |  |
| 32     | Laura Turpijn        | NED  | +14.10   |  |

U23
| №      | Naam                  | Land | Tijd     |  |
| ------ | --------------------- | ---- | -------- |  |
| Goud   | Tanja Zakelj          | SLO  | 01:35:31 |  |
| Zilver | Nathalie Schneitter   | SUI  | + 2.59   |  |
| Brons  | Aleksandra Dawidowicz | POL  | + 3.15   |  |
|        |                       |      |          |  |
| 9      | Maaike Polspoel       | BEL  | +8.05    |  |

Juniores
| №      | Naam             | Land | Tijd     |  |
| ------ | ---------------- | ---- | -------- |  |
| Goud   | Laura Abril      | COL  | 01:16:08 |  |
| Zilver | Barbara Benko    | HUN  | + 0.38   |  |
| Brons  | Mona Eiberweiser | GER  | + 2.11   |  |
|        |                  |      |          |  |
| 10     | Sanne Cant       | BEL  | + 8.11   |  |
| 16     | Rozanne Slik     | NED  | + 10.21  |  |

Edities

1990 · 
1991 · 
1992 · 
1993 · 
1994 · 
1995 · 
1996 · 
1997 · 
1998 · 
1999 · 
2000 · 
2001 · 
2002 · 
2003 · 
2004 · 
2005 · 
2006 · 
2007 · 
2008 · 
2009 · 
2010 · 
2011 · 
2012 · 
2013 · 
2014 · 
2015 · 
2016 · 
2017 · 
2018 · 
2019 · 
2020 · 
2021 · 
2022 · 
2023

Onderdelen

Cross-country · 
cross-country elektrisch ondersteund · 
cross-country shorttrack · 
cross-country eliminator · 
gemengde aflossing · 
downhill · 
4-cross · 
trials

Zie ook: Wereldkampioenschappen MTB-marathon